# آنتمیوس
آنتمیوس با نام کامل پروکوپیوس آنتمیوس (به لاتین: Procopius Anthemius) (زادهٔ پیرامون ۴۲۰ - درگذشتهٔ ۴۷۲) امپراتور روم غربی از ۴۶۷ تا ۴۷۲ بود.

## زندگی

### سال‌های آغازین
آنتمیوس در حدود ۴۲۰ در کنستانتینوپل یا گالاتیا در امپراتوری روم شرقی و در یک خانوادهٔ ثروتمند، بانفوذ و برجسته زاده شد. در حدود ۴۵۳ با آئلیا مارسیا، تنها دختر مارسیان، امپراتور روم شرقی (حکومت ۴۵۰–۴۵۷) ازدواج کرد و از او صاحب چهار فرزند شد. آنتمیوس در فاصلهٔ ۴۵۳ تا ۴۵۴ فرماندهی نظامیان را در تراکیه برعهده داشت، سپس در ۴۵۵ به مقام کنسولی رسید و پس از آن در ۴۵۶ به درجهٔ «سرور سربازان» ارتقاء یافت.
پس از مرگ مارسیان در ۴۵۷ چنین انتظار می‌رفت که آنتمیوس جانشین او شود اما آسپار، فرماندهٔ قدرتمند سپاهیان روم شرقی ترجیح داد که یکی از افراد خودش به قدرت دست یابد و در نتیجه امپراتوری به لئوی یکم رسید. آنتمیوس بدون کینه‌ورزی نسبت به لئو به خدمت او درآمد و توانست پیروزهایی را طی نبردهایش در ۴۵۹ تا ۴۶۴ علیه اوستروگوت‌ها در ایلیریکوم و در ۴۶۶ تا ۴۶۷ علیه هونها در ساردیکا (صوفبهٔ امروزی در بلغارستان) به‌دست‌آورد. آنتمیوس سپس برای تحکیم روابطش با لئو با دختر او اوفمیا ازدواج کرد.

### امپراتور روم غربی
در ۴۶۵ لیبیوس سوروس، امپراتور روم غربی درگذشت و وندالها اولیبریوس را برای تصاحب تاج و تخت امپراتوری نامزد کردند. این موضوع سبب شد تا لئوی یکم نیز به فکر معرفی فردی از سوی خود بیفتد. او که پس از حملهٔ وندال‌ها در ۴۶۷ به پلوپونزی در یونان آنها را تهدیدی جدی برای روم شرقی و حکومت خود می‌دید و درعین‌حال برای یورش به آنها در شمال آفریقا به کمک نیاز داشت، آنتمیوس را در ۴۶۷ برای امپراتوری روم غربی معرفی نمود.
آنتمیوس به دنبال این اعلام در همان سال همراه با ارتشی به فرماندهی مارسلینیوس، سرور سربازان در دالماتیا به سوی روم غربی روانه شد و در ۱۲ آوریل ۴۶۷ در رم به امپراتوری رسید. با این حال او با مشکلاتی نیز روبرو شد. بیشتر روم غربی در دست گروه‌های مختلفی از بربرها بود و آنتمیوس عملاً تنها کنترل ایتالیا را در دست داشت. از سوی دیگر او یکی از اهالی روم شرقی بود و همین موضوع سبب مقاومت بخش‌هایی از روم غربی در برابر حکومت او شده بود و حتی افرادی به تمسخر اصلیت یونانی او پرداخته بودند. به علاوه آنتمیوس به دلیل فیلسوف بودنش مورد این شک نیز قرار داشت که بخواهد پاگانیسم را بار دیگر احیا نماید.
بروز این مسایل سبب شد تا آنتمیوس که از قدرت و نفوذ ریکیمر در غرب آگاه بود در صدد متحد شدن با او از طریق پیوندهای خانوادگی برآید و در نتیجه در اواخر سال ۴۶۷ با آلیپیا، یگانه دختر ریکیمر، ازدواج کرد.

### درگیری با وندال‌ها و ویزیگوت‌ها
حکومت آنتمیوس از سوی دو گروه از بربرهای قدرتمند باختری تهدید می‌شد، یک وندال‌ها که آفریقا را در کنترل خود داشتند و سواحل مدیترانه را مورد تاخت و تاز قرار داده بودند و دیگر ویزیگوتها که به گسترش قلمرو خود در سرزمین گل و اسپانیا مشغول بودند. این موضوع سبب شد تا مردم دو روم شرقی و غربی برای نخستین بار پس از اوایل دههٔ ۴۴۰ میلادی با یکدیگر علیه گایسریک، پادشاه وندال‌ها متحد شوند. پس ناوگانی عظیم برای انتقال سربازان آماده شد اما انتخاب فرماندهان به بدترین شکل صورت گرفت. فرماندهی ناوگان شرقی برعهدهٔ باسیلیسکوسی بود که اصلاً قابل اعتماد نبود و همزمان انتخاب مارسلینوس به عنوان فرماندهٔ ناوگان غربی خشم ریکیمر را برانگیخت چون مارسلینوس دشمن درجه اول او بود.
با شروع نبرد مارسلینوس با موفقیت به ساردینا حمله کرد و نیروهایش را در تریپولیتانیا پیاده نمود. اما باسیلیسکوس با هدایت ناوگان شرقی به سوی گایسیریک در کارتاژ فاجعه آفرید. بیشتر کشتی‌ها و افراد او غرق شدند و آن تعداد باقی‌مانده نیز همراه با او و مارسلینوس به سیسیل گریختند. اما مارسلینوس در آنجا و احتمالاً با توطئهٔ ریکیمر به قتل رسید.
پس از این شکست تهدید دیگری این بار از سوی گل برخاست. اوریک، برادرش تئودوریک دوم را به قتل رسانده خود پادشاه ویزیگوت‌ها شد و پس از آن سعی داشت تا تمام سرزمین گل را به زیر سلطهٔ خود درآورد. تلاش‌های آنتمیوس برای متوقف ساختن جاه‌طلبی‌های اوریک با شکستی سنگین در نبردی در کرانهٔ باختری رود رون مواجه گردید و در این نبرد آنتمیولوس، پسر امپراتور و سه تن از فرماندهان برجستهٔ رومی کشته شدند.

### درگیری با ریکیمر و مرگ
رابطهٔ آنتمیوس و ریکیمر به دنبال چنین شکست‌هایی رو به تیرگی نهاد و ریکیمر مشخصاً تمایل داشت تا خود را از دردسر یک امپراتور ناموفق دیگر رها سازد. مشکل‌داری این ارتباط تا بدانجا پیش رفت که ایتالیا عملاً به دو پاره تقسیم شد و ریکیمر از مدیولانوم (میلان امروزی) و آنتمیوس از رم به ادارهٔ بخش‌های تحت فرمان خود پرداختند. با این حال در ۴۷۰ اسقفِ تیکینوم توانست آن دو را با یکدیگر آشتی دهد اما این صلح چندان پایدار نبود.
در ۴۷۲ ریکیمر به سمت جنوب لشکر کشید تا آنتمیوس را از قدرت خلع و اولیبریوس را که مورد حمایت وندال‌ها بود به جایش امپراتور نماید. سپاهیان او رم را به محاصرهٔ خود درآوردند اما آنتمیوس که از پشتیبانی یکی از نیروهای ویزیگوت برخوردار بود توانست تا ۳ ماه این محاصره را تحمل نماید. اما سرانجام قوای ریکیمر موفق به فتح رم شدند. پس آنتمیوس خود را به هیبت گدایی درآورد تا بتواند فرار کند، اما مورد خیانت قرار گرفت و دستگیر شد. او سپس به فرمان گوندوباد، خواهرزادهٔ ریکیمر در همان سال گردن زده شد.